# Campeonato Brasileiro Série B 2008
In 2008 werd de 27ste editie van de Campeonato Brasileiro Série B gespeeld, de op een na hoogste voetbalcompetitie in Brazilië. De competitie werd gespeeld tussen 9 mei en 29 november. Corinthians Paulista werd kampioen en promoveerde naar de Campeonato Brasileiro Série A, net als de nummers twee tot vier. De laatste vier in de stand degradeerden.

## Eindstand
| Plaats | Club             | Wed. | W  | G  | V  | Saldo | Ptn. |
| ------ | ---------------- | ---- | -- | -- | -- | ----- | ---- |
| 1.     | SC Corinthians   | 38   | 25 | 10 | 3  | 79:29 | 85   |
| 2.     | Santo André      | 38   | 19 | 11 | 8  | 71:45 | 68   |
| 3.     | Avaí             | 38   | 18 | 13 | 7  | 71:40 | 67   |
| 4.     | Grêmio Barueri   | 38   | 20 | 3  | 15 | 58:55 | 63   |
| 5.     | Ponte Preta      | 38   | 17 | 7  | 14 | 54:46 | 58   |
| 6.     | Vila Nova        | 38   | 17 | 7  | 14 | 57:55 | 58   |
| 7.     | Bragantino       | 38   | 16 | 9  | 13 | 47:41 | 57   |
| 8.     | Juventude        | 38   | 16 | 8  | 14 | 49:46 | 55   |
| 9.     | São Caetano      | 38   | 14 | 12 | 12 | 61:55 | 54   |
| 10.    | Bahia            | 38   | 14 | 10 | 14 | 47:65 | 52   |
| 11.    | Paraná           | 38   | 14 | 7  | 17 | 49:54 | 49   |
| 12.    | Ceará            | 38   | 12 | 13 | 13 | 52:50 | 49   |
| 13.    | ABC              | 38   | 12 | 12 | 14 | 55:57 | 48   |
| 14.    | Brasiliense      | 38   | 13 | 8  | 17 | 56:64 | 47   |
| 15.    | América de Natal | 38   | 12 | 10 | 16 | 46:51 | 46   |
| 16.    | Fortaleza        | 38   | 12 | 9  | 17 | 56:56 | 45   |
| 17.    | Marília          | 38   | 11 | 12 | 15 | 47:60 | 45   |
| 18.    | Criciúma         | 38   | 11 | 8  | 19 | 40:54 | 41   |
| 19.    | Gama             | 38   | 9  | 8  | 21 | 37:72 | 35   |
| 20.    | CRB              | 38   | 5  | 9  | 24 | 35:72 | 24   |

|  | Kampioen en promotie naar Série A |
|  | Promotie naar Série A             |
|  | Degradatie naar Série C           |